# Liste der denkmalgeschützten Objekte in Duchcov
Grundlage dieser Liste der denkmalgeschützten Objekte in Duchcov (Okres Teplice) ist die ÚSKP-Liste (Ústřední seznam kulturních památek České republiky, deutsch Zentrale Liste der Kulturdenkmäler der Tschechischen Republik), die von der tschechischen Denkmalschutzbehörde NPÚ (Národní památkový ústav, deutsch Nationale Denkmalbehörde) seit 1987 geführt wird und an die seit dem Jahr 1850 geschaffenen Listen anschließt.

## Duchcov(Dux)
| Lage                                               | Objekt                                                              | Beschreibung | ÚSKP-Nr.                  | Bild                              |
| -------------------------------------------------- | ------------------------------------------------------------------- | --- | ------------------------- | --------------------------------- |
| Duchcov 202 (Standort)                             | Schloss Duchcov                                                     | Schloss Duchcov (Schloss Dux)                                                                                     | 42647/5-2582 Info Katalog | weitere Bilder                    |
| Duchcov, Náměstí Republiky (Standort)              | Dechanteikirche Mariä Verkündigung                                  | Dechanteikirche Mariä Verkündigung                                                                                | 42647/5-2582 Info Katalog | weitere Bilder                    |
| Duchcov, Náměstí Republiky (Standort)              | Dreifaltigkeitssäule                                                | Dreifaltigkeitssäule                                                                                              | 43158/5-2583 Info Katalog | Dreifaltigkeitssäule              |
| Duchcov, Náměstí Republiky (Standort)              | Brunnen mit Florian-Statue                                          | Brunnen mit Florian-Statue                                                                                        | 42378/5-2584 Info Katalog | weitere Bilder                    |
| Duchcov, Náměstí Republiky 8 (Standort)            | Pfarrhaus                                                           | Pfarrhaus | 43993/5-5277 Info Katalog | Pfarrhaus                         |
| Duchcov, G. Casanovy 17/1 (Standort)               | Haus Nr. 17 mit Hof                                                 | Stadthaus mit Hof                                                                                                 | 51199/5-5912 Info Katalog | Haus Nr. 17 mit Hof               |
| Duchcov, Husova 38 (Standort)                      | Haus Nr. 38                                                         | Stadthaus | 43991/5-5275 Info Katalog | weitere Bilder                    |
| Duchcov, Husova (Standort)                         | Barbara-Kapelle                                                     | Kapelle der Hl. Barbara mit der Skulptur des Hl. Johannes Nepomuk, urspr. Friedhofskapelle auf dem alten Friedhof |                           | weitere Bilder                    |
| Duchcov, Husova (im Park) (Standort)               | Denkmal des Grubenunglücks im Schacht Döllinger                     | Denkmal des Grubenunglücks im Schacht Döllinger (1879), siehe                                                     | 42297/5-2588 Info Katalog | weitere Bilder                    |
| Duchcov, Náměstí Jiřího z Poděbrad (Standort)      | Laurentius-Statue                                                   | Laurentius-Statue                                                                                                 | 43097/5-2585 Info Katalog | weitere Bilder                    |
| Duchcov, Tyršova (Standort)                        | Statue Walther von der Vogelweide                                   | Statue „Walther von der Vogelweide“ im Walther von der Vogelweide-Park                                            | 51000/5-5903 Info Katalog | Statue Walther von der Vogelweide |
| Duchcov, Školní (Standort)                         | Evangelische Lutherkirche                                           | Evangelische Kirche                                                                                               | 42484/5-4817 Info Katalog | weitere Bilder                    |
| Duchcov, Havířská 30 (Standort)                    | Heymann-Kapelle                                                     | Kapelle des Paters Johann Christoph Heymann (um 1700)                                                             | 43989/5-5273 Info Katalog | Heymann-Kapelle                   |
| Duchcov, U hřiště ()                               | Dreieckige Säule mit Relief                                         | Dreieckige Säule mit Relief                                                                                       | 43479/5-2589 Info Katalog | Dreieckige Säule mit Relief       |
| Duchcov, Horská cesta, Osecká 793 (Standort)       | Schule                                                              | Grundschule „Antonin Sochor“                                                                                      | 102261 Info Katalog       | Schule                            |
| Duchcov, Masarykova 71/7 (Standort)                | Haus Nr. 71                                                         | Stadthaus, jetzt Museum                                                                                           | 43992/5-5276 Info Katalog | Haus Nr. 71                       |
| Duchco, Masarykova, Havlíčkova, 909/12 (Standort)  | Gymnasium                                                           | Gymnasium | 42857/5-2587 Info Katalog | Gymnasium                         |
| Duchcov, Masarykova (Standort)                     | Denkmal Duxer Viadukt                                               | Denkmal zum Polizeieinsatz am Duxer Viadukt (1931)                                                                | 43988/5-5272 Info Katalog | Denkmal Duxer Viadukt             |
| Duchcov, Náměstí ()                                | Zwei mythologische Statuen                                          | Zwei mythologische Statuen in der Ausstellung im Schloss (ehem. in Chabařovice)                                   | 47642/5-179 Info Katalog  |                                   |
| Duchcov, Schlosspark (Standort)                    | Skulptur einer Sphinx                                               | Skulptur einer Sphinx im Schlosspark am Sphinx-Teich (Sfingový rybník)                                            | 42647/5-2582 Info Katalog | Skulptur einer Sphinx             |
| Duchcov, Schlosspark ()                            | Statue des Hl. Wenzel                                               | Statue des Hl. Wenzel im Schlosspark (früher Osecká)                                                              | 47721/5-4810 Info Katalog |                                   |
| Duchcov, Schlosspark (Standort)                    | Nepomuksäule                                                        | Nepomuksäule im Schlosspark                                                                                       | 85726/5-4811 Info Katalog | Nepomuksäule                      |
| Duchcov, Schlosspark ()                            | Säule mit der Skulptur der Hl. Dreifaltigkeit                       | Säule mit der Skulptur der Hl. Dreifaltigkeit im Schlosspark (früher am Friedhof)                                 | 47667/5-2592 Info Katalog |                                   |
| Duchcov, Náměstí Legií 309/5 (Standort)            | Bahnhof                                                             | Alter Bahnhof | 104261 Info Katalog       | weitere Bilder                    |
| Duchcov, U nádraží (Standort)                      | Eisenbahnviadukt                                                    | Eisenbahnbrücke – Viadukt, siehe                                                                                  | 43423/5-3 Info Katalog    | BW                                |
| Duchcov, Sady Bedřicha Smetany ()                  | Büste Ludwig van Beethoven                                          | Büste Ludwig van Beethoven, früher im Schlosspark                                                                 | 50993/5-5901 Info Katalog |                                   |
| Duchcov, Sady Bedřicha Smetany ()                  | Büste Bedřich Smetana                                               | Büste Bedřich Smetana                                                                                             | 50994/5-5901 Info Katalog |                                   |
| Duchcov, Rybniční / Želénská (Friedhof) (Standort) | Mariahilf-Kapelle                                                   | Mariahilf-Kapelle am Friedhof                                                                                     | 43990/5-5274 Info Katalog | weitere Bilder                    |
| Duchcov, Rybniční (Standort)                       | Denkmal und Gräberfeld des Grubenunglücks im Schacht „Frisch Glück“ | Denkmal und Gräberfeld des Grubenunglücks im Schacht „Frisch Glück“ (1900) auf dem Friedhof                       | 50999/5-5902 Info Katalog | weitere Bilder                    |
| Duchcov, Rybniční ()                               | Denkmal zum Grubenunglück                                           | Denkmal zum Grubenunglück auf dem Friedhof – zwei Obeliske (z. Z. in Restaurierung)                               | 54634/5-3561 Info Katalog |                                   |